# Slobozia
Slobozia – miasto w południowo-wschodniej Rumunii, nad rzeką Jałomnicą (dopływ Dunaju), na Nizinie Wołoskiej, ośrodek administracyjny okręgu Jałomica. Liczy około 52,7 tys. mieszkańców.

## Miasta partnerskie
- Wełes, Macedonia Północna
- Silistra, Bułgaria
- Sapri, Włochy